# Spiro Agnew
Spiro Theodore Agnew (Baltimore, 9 de novembro de 1918 – Berlin, 17 de setembro de 1996) foi um advogado e político norte-americano que atuou como o 39º Vice-Presidente dos Estados Unidos de 1969 até sua renúncia em 1973, durante a presidência de Richard Nixon, tendo antes disso também servido como 55º Governador de Maryland de 1967 a 1969. Agnew nasceu e cresceu na cidade de Baltimore, estudou na Universidade Johns Hopkins e se formou em direito pela Universidade de Baltimore. Ele trabalhou como auxiliar do deputado James Devereux até ser nomeado em 1957 para o Conselho de Apelos de Zoneamento do Condado de Baltimore. Foi eleito Executivo do Condado em 1962 e quatro anos depois conseguiu se eleger governador.
Nixon pediu para que Agnew se tornasse seu companheiro de chapa durante a Convenção Nacional Republicana de 1968. Sua reputação como centrista interessava Nixon, enquanto a posição de lei e ordem que tinha assumido no início do ano diante de agitações civis chamou a atenção de vários auxiliares. Agnew cometeu diversas gafes no decorrer da campanha, porém sua retórica agradava muitos do Partido Republicano e ele pode ter feito a diferença em muitos estados importantes. Nixon e Agnew derrotaram Hubert Humphrey e Edmund Muskie do Partido Democrata na eleição presidencial de 1968. Como vice-presidente, ele frequentemente era convocado para atacar os inimigos do governo. Nesse período, Agnew foi ainda mais para a direita, apelando para os conservadores que suspeitavam das posturas moderadas de Nixon. Os dois foram reeleitos em 1972.
Agnew passou a ser investigado em 1973 pelo Procurador dos Estados Unidos para o Distrito de Maryland por suspeitas de conspiração criminosa, suborno, extorsão e fraude. Ele aceitou propinas de contratantes durante sua época como executivo do condado e governador. Essas pagamentos continuaram até seu período como vice-presidente. Agnew defendeu sua inocência por meses até declarar nolo contendere para uma única acusação de evasão fiscal, renunciando da vice-presidência logo em seguida. Nixon o substituiu pelo deputado federal Gerald Ford. Agnew voltou para Maryland e depois se mudou para a Califórnia, levando o restante de sua vida de forma calma e realizando poucas aparições públicas. Ele escreveu um romance e um livro de memórias que defendiam suas ações. Agnew morreu de uma leucemia não-diagnosticada em setembro de 1996 aos 77 anos.